# Adwoa
Adwoa bzw. Adjoa ist ein weiblicher Vorname.

## Herkunft und Bedeutung
Der westafrikanische Vorname Adwoa bedeutet in der Sprache der Akan geboren am Montag.
Eine Variante ist Adjoa.

## Verbreitung
In Deutschland ist der Name nur selten anzutreffen, seit 2010 wird er hin und wieder vergeben. In der Schweiz tragen ihn nur 10 Personen (Stand 2022). Adwoa kommt in England hingegen seit 1996 fast jedes Jahr bei der Namenswahl vor, rund 90 Mal wurde der Name von 1996 bis 2021 vergeben. In den USA wird der Name seit Ende der 1970er Jahre fast jährlich gewählt. Von 1930 bis 2022 wurden mehr als 210 Mädchen so genannt. Die Vergabe ist auch in Dänemark, Schottland und Kanada nachgewiesen.

## Bekannte Namensträgerinnen

### Adwoa
- Adwoa Hackman (* 1974), Musikerin, Sängerin, Gitarristin und Songwriterin mit ghanaisch-deutschen Wurzeln

### Adjoa
- Adjoa Andoh (* 1963), britische Schauspielerin
- Adjoa Bayor (* 1979), ghanaische Fußballspielerin